# هاجدانا رادونوفيتش
هاجدانا رادونوفيتش مواليد 10 يناير 1978 في بودغوريتسا، جمهورية يوغوسلافيا الاشتراكية الاتحادية، هي لاعبة كرة سلة مونتينيغرية. بدأت مسيرتها الاحترافية في سنة 19??. اعتزلت اللعب في 2015. لعبت مع نيويورك ليبرتي ونادي بارتيزان لكرة السلة للسيدات.

## روابط خارجية
- هاجدانا رادونوفيتش على موقع الاتحاد الدولي لكرة السلة (الإنجليزية)
- هاجدانا رادونوفيتش على موقع الاتحاد الوطني لكرة السلة النسائية (الإنجليزية)
- هاجدانا رادونوفيتش على موقع كرة السلة الأوروبية.كوم (الإنجليزية)
- هاجدانا رادونوفيتش على موقع بروبوليرز (الإنجليزية)
- هاجدانا رادونوفيتش على موقع سبورتس رفرنس (الإنجليزية)